# باریش چاکماک
باریش چاکماک (به ترکی استانبولی: Barış Çakmak)؛ زادهٔ (۵ ژوئیهٔ ۱۹۷۹) هنرپیشه تلویزیون و تئاتر اهل کشور ترکیه است. وی در زمینه زبان‌های یونانی باستان و لاتین در دانشگاه استانبول تحصیل کرده است. این هنرمند از سال ۱۹۹۹ میلادی تاکنون مشغول فعالیت بوده‌است. از فیلم‌هایی که وی در آن نقش داشته‌ است می‌توان به رویای پروانه اشاره کرد.